# Gerlachowska Kopa
Gerlachowska Kopa, Gierlachowska Kopa (słow. Lavínová veža, Gerlachovská kopa) – szczyt o wysokości 2598 m n.p.m., stanowiący północny, najniższy wierzchołek Zadniego Gerlacha w słowackich Tatrach Wysokich. Znajduje się w grani głównej Tatr Wysokich pomiędzy Lawinowym Szczytem, oddzielonym Wyżnią Gerlachowską Przełączką, a Wyżnią Wysoką Gerlachowską, oddzieloną Pośrednią Gerlachowską Przełączką.
Na Gerlachowską Kopę nie prowadzą żadne znakowane szlaki turystyczne, jest dostępna jedynie dla taterników.
Pierwsze wejście na Gerlachowską Kopę, choć nieturystyczne, miało miejsce w lipcu lub w sierpniu 1895 r. Dokonali tego żołnierze, być może wraz z przewodnikami. Celem wejścia było umieszczenie sprzętu pomiarowego, który stał na wierzchołku kilka lat.
W przewodniku Vysoké Tatry Arno Puškáša oraz encyklopedii Tatry príroda opisana pod nazwą Lavínový štít, natomiast Lawinowy Szczyt – pod nazwą Lavínová veža.

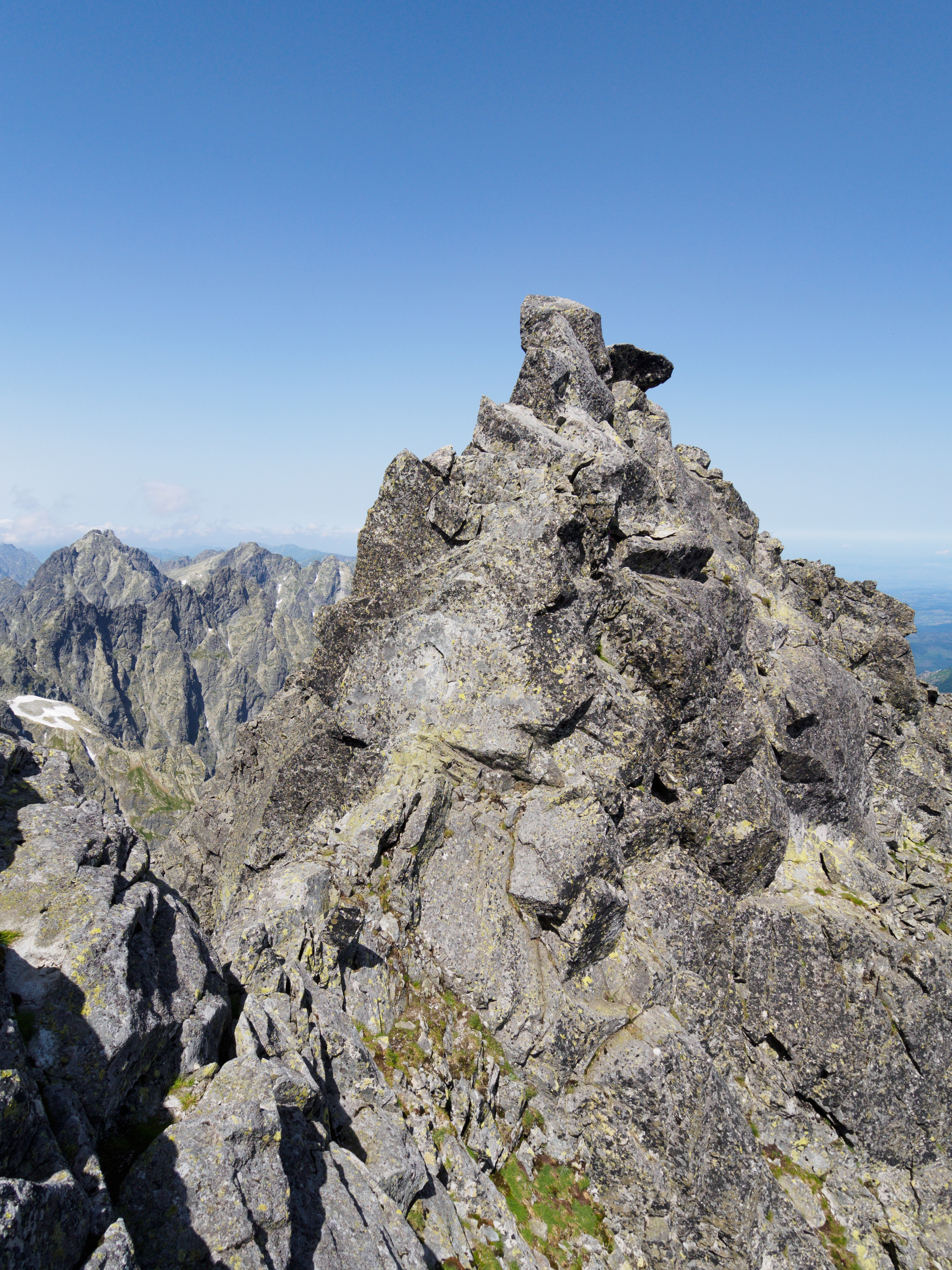
Gerlachowska Kopa – widok spod Lawinowego Szczytu
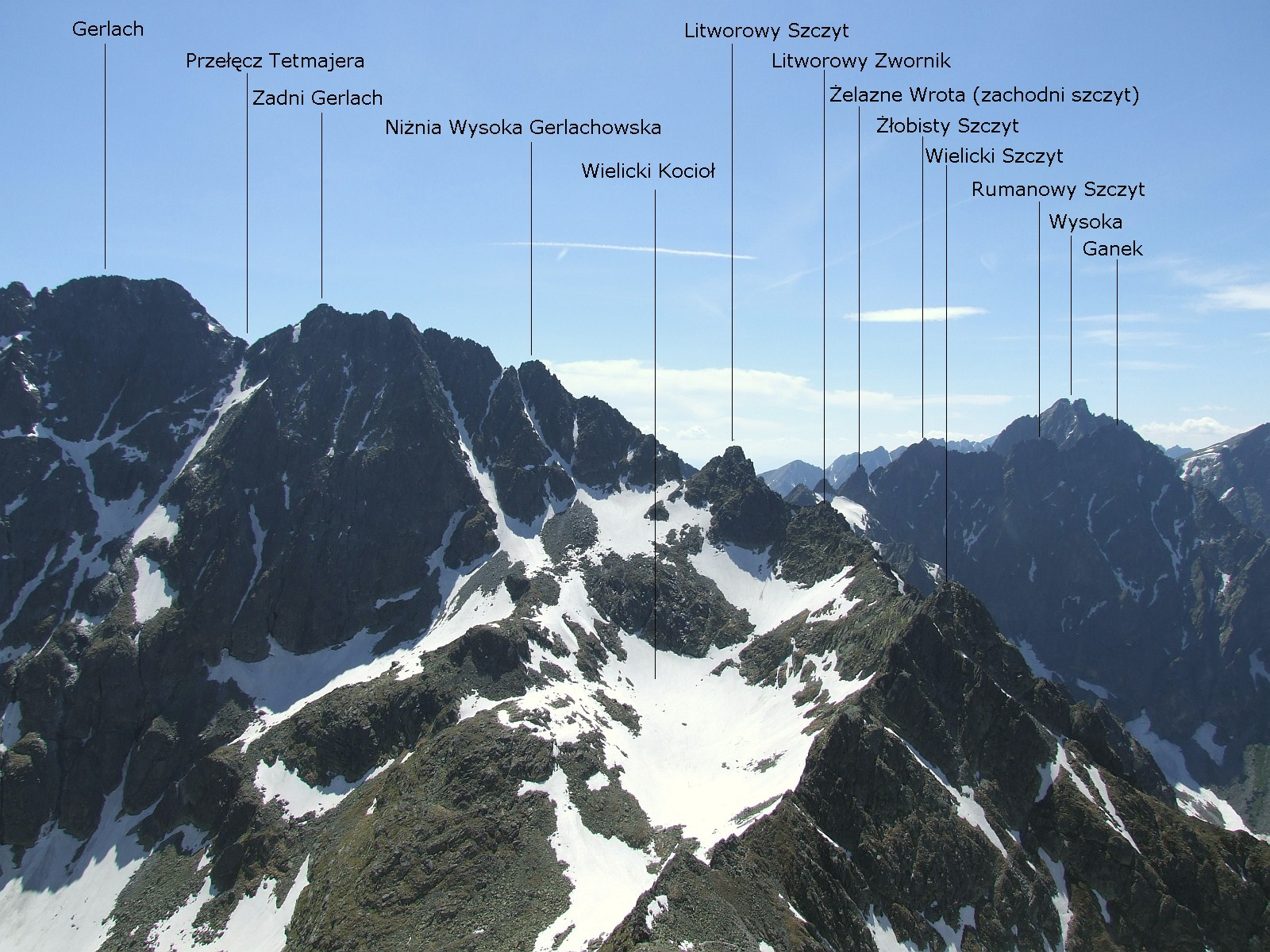
Gerlachowska Kopa (drugi wybitniejszy szczyt na prawo od Zadniego Gerlacha)
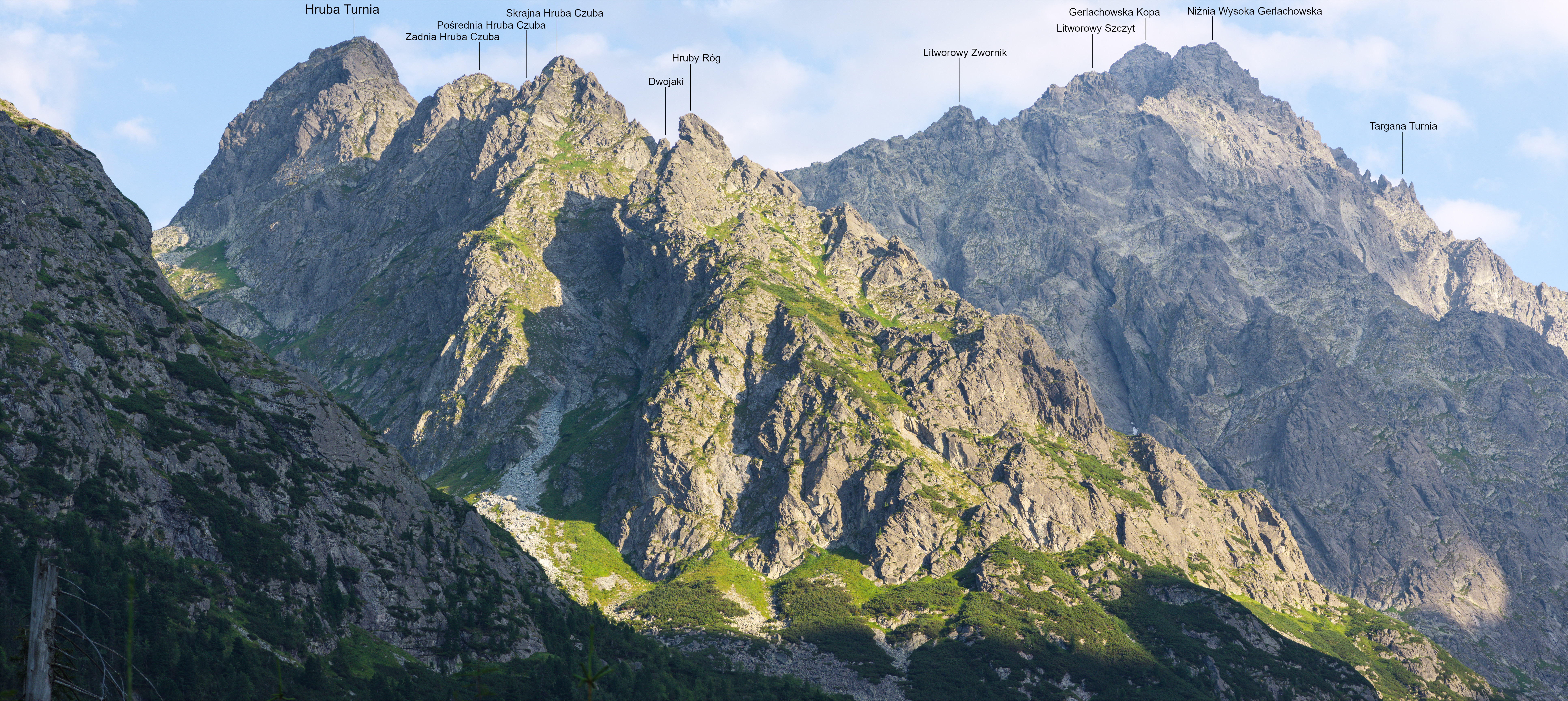
Widok z Doliny Białej Wody (Gerlachowska Kopa wśród podpisanych szczytów)

## Historia
Pierwsze wejścia turystyczne:
- Janusz Chmielowski, Klemens Bachleda i Stanisław Stopka, 26 lipca 1904 r. – letnie
- Pavel Krupinský i Matthias Nitsch, 22 marca 1936 r. – zimowe.